# Governatorato di Kazan'
Il governatorato di Kazan (in russo Казанская губерния?) era una gubernija dell'Impero russo. Il capoluogo era Kazan'.
Nel 1763 era suddiviso in:
- provincia di Kazan' (in russo Казанская провинция?)
- provincia di Penza (in russo Пензенская провинция?)
- provincia di Simbirsk (in russo Симбирская провинция?)
- provincia di Solikamsk (in russo Соликамская провинция?)
- provincia di Svijažsk (in russo Свияжская провинция?)
- provincia di Vjatska (in russo Вятская провинция?)